# Herpestis amplexicaulis
Herpestis amplexicaulis là một loài thực vật có hoa trong họ Mã đề. Loài này được (Michx.) Pursh mô tả khoa học đầu tiên năm 1814.